# Administrative regioner i Mauretanien
Mauretanien er inddelt i tolv regioner ("wilayas") og et hovedstadsdistrikt (Nouakchott). Regionerne er igen inddelt i 44 departementer ("moughataa"), som igen er inddelt i kommuner.
| Kort | Region             | Administrationsby | Areal (km²) |
| ---- | ------------------ | ----------------- | ----------- |
| 1    | Adrar              | Atar              | 215.300     |
| 2    | Assaba             | Kiffa             | 36.600      |
| 3    | Brakna             | Aleg              | 33.000      |
| 4    | Dakhlet Nouadhibou | Nouadhibou        | 22.300      |
| 5    | Gorgol             | Kaédi             | 13.600      |
| 6    | Guidimaka          | Sélibabi          | 10.300      |
| 7    | Hodh Ech Chargui   | Néma              | 182.700     |
| 8    | Hodh El Gharbi     | Aioun Al Atrouss  | 53.400      |
| 9    | Inchiri            | Akjoujt           | 46.800      |
| 10   | Nouakchott         | Hovedstad         | 1.000       |
| 11   | Tagant             | Tidjikdja         | 95.200      |
| 12   | Tiris Zemmour      | Zouérat           | 252.900     |
| 13   | Trarza             | Rosso             | 67.800      |

## Eksterne kilder og henvisninger
- Statoids
- ons.mr – Office National de la Statistique Arkiveret 6. februar 2008 hos  Wayback Machine